# بروس ناش
بروس ناش (بالإنجليزية: Bruce Nash) ولد 14 أغسطس عام 1947 في بروكلين، نيويورك هو مُخرج ومؤلف ومُنتج أمريكي, يعمل في إنتاج مُسلسلات تلفزيون الواقع.

## أعماله
لديه 87 فيلم ومُسلسل وبرنامج من إنتاجه وإخراجه وتأليفه, أولها كان عام 1991 وأخِرها كان في عام 2009.

### أعمال من إخراجه وإنتاجه وتأليفه
- الإدرينالين وساعة الذروة (مسلسل) (2009)
- أزمة النقاط (مسلسل) (2008)
- جاك والمناطق النائية (مسلسل) (2004)
- حُمى الرقص (مسلسل) (2003)
- حياتي مثل المسرحية الهزلية (مسلسل) (2003)
- وجهاً لوجهٍ (مسلسل) (2003)
- Stupid Behavior: Caught on Tape (مسلسل) (2003)
- للأفضل أو للأسوء (مسلسل) (2003)
- The Glutton Bowl (تليفزيون) (2002)
- Opportunity Knocks (مسلسل) (2002)
- طريق الرحلة (تليفزيون) (2002)
- القُضبان! (مسلسل) (2002)
- الأهل (مسلسل) (2002)
- قصة فريتز بولارد (تليفزيون) (2002)
- أسوأ السائقين في العالم (تليفزيون) (2001)
- Cheating Spouses Caught on Tape (2001)
- الشاهد (مسلسل) (2001)
- Before They Were Stars! 2001 (تليفزيون) (2001)
- الروبوتات (مسلسل) (2001)
- انا أتحداكم الآن (مسلسل) (2000)
- (2000) World's Scariest Ghosts
- صلاحيات خوارق (تليفزيون) (2000)
- (تليفزيون) When Good Pets Go Bad (1999)
- الطريق إلى الشهرة (تليفزيون) (1999)
- You Asked for It! (مسلسل) (1999)
- الزلازل الأكثر دموية في العالم (تليفزيون) (1999)
- World's Most (1999)
- (1999) الأكثر مقاطع الفيديو المذهلة في العالم
- Behind the Laughs (1998)
- السجناء خارج نطاق السيطرة (مسلسل) (1998)
- عواصف دموية في العالم (تليفزيون) (1998)
- (1997) World's Scariest Police Shootouts
- (1997) Breaking the Magician's Code: Magic's Biggest Secrets Finally Revealed
- مُغامرات مع دتشيس (تليفزيون) (1997)
- (1997) World's Most Daring Rescues
- (1997) World's Deadliest Volcanoes
- (1996) Television's Comedy Classics ... executive producer
- You Gotta See This! ... executive producer (1996)
- (1996) Wow! The Most Awesome Acts on Earth
- Real Funny (1996)
- أعظم لحظات الرياضة في كل العصور (تليفزيون) (1996)
- اشباح حقيقية (تليفزيون) (1995)
- العالم السري للأحلام (1995)
- (1995) TV's All Time Favorites ... executive producer
- (1995) Television's Greatest Performances
- (1995)Rivals
- Television's Greatest Performances II (1995)
- كشف المزيد من الأسرار (تليفزيون) (1995)
- 50 عاماً من الصابون (تليفزيون) (1994)
- الأعاجيب الحديثة (مسلسل) (1994)
- How I Spent My Summer Vacation (1993)
- The Road to Hollywood (1993)
- (1992)The World's Biggest Lies
- (1991) Haunted Lives: True Ghost Stories [3]

## روابط خارجية
- بروس ناش على موقع IMDb (الإنجليزية)
- بروس ناش على موقع قاعدة بيانات الأفلام العربية
- بروس ناش على موقع ألو سيني (الفرنسية)
- بروس ناش على موقع أول موفي (الإنجليزية)
- بروس ناش على موقع قاعدة بيانات الفيلم (الإنجليزية)
- بروس ناش على موقع كينوبويسك (الروسية)